# أديتيا شوبرا
أديتيا شوبرا هو مخرج وكاتب سيناريو ومنتج هندي و هو متزوج من الممثلة الهندية راني موكيرجي. ولد في 21 مايو 1971 في بومباي. تعتبر كل من الأفلام التي أخرجها دلويل دول هانيا لا جايينغي (1995) ومحبتين (2000) وراب ني بانا دي جودي (2008) من أنجح الأفلام وأكبرها مداخيلاً في بوليوود.

## روابط خارجية
- أديتيا شوبرا على موقع IMDb (الإنجليزية)
- أديتيا شوبرا على موقع ألو سيني (الفرنسية)
- أديتيا شوبرا على موقع ميوزك برينز (الإنجليزية)
- أديتيا شوبرا على موقع تيرنر كلاسيك موفيز (الإنجليزية)
- أديتيا شوبرا على موقع أول موفي (الإنجليزية)
- أديتيا شوبرا على موقع قاعدة بيانات الأفلام السويدية (السويدية)
- أديتيا شوبرا على موقع قاعدة بيانات الفيلم (الإنجليزية)
- أديتيا شوبرا على موقع كينوبويسك (الروسية)